# 스카이레이크 (마이크로아키텍처)
스카이레이크(Skylake)는 인텔의 브로드웰 아키텍처의 뒤를 잇는 모델로 개발된 6세대 프로세서 마이크로아키텍처의 코드명으로, 2015년 8월 출시되었다. 스카이레이크는 기존의 기술 공정을 사용하여 마이크로아키텍처를 재설계한 것으로, 인텔 틱-톡 설계·제조 모델의 ‘톡’에 해당된다. 인텔에 의하면, 재설계를 통하여 CPU와 GPU의 성능이 향상되었고, 전력 소비가 줄어들었다. 스카이레이크는 브로드웰과 마찬가지로 14 nm 공정을 사용하여 제조되었다.
초기의 스카이레이크 CPU들(6600K 과 6700K)이 2015년 8월 게임스컴 중에 곧 출시될 것으로 발표되었는데, 특이하게도 브로드웰이 등장한 직후였다. 이 마이크로아키텍처에 기반한 다른 CPU들은 2016년 후반에 출시될 예정이다.

## 개발
스카이레이크의 개발은 배니어스, 도선, 콘로, 샌디브리지와 같은 프로세서들과 마찬가지로 이스라엘 하이파에 연구 센터를 두고 있는 인텔 이스라엘에서 주로 담당하였다.

## 특징
이전 모델인 브로드웰과 마찬가지로 스카이레이크는 4가지 변종이 있으며, 끝에 'S'(SKL-S), 'H'(SKL-H), 'U'(SKL-U), 'Y'(SKL-Y) 가 붙는다. SKL-S는 CPU 배수기가 잠겨 있지 않아 오버클럭이 가능한 'K'형을 포함한다. H, U, Y 형은 볼 그리드 배열(BGA) 패키지로 제조되었고, S 형은 새로운 소켓 LGA 1151을 사용하여 랜드 그리드 배열 패키지로 제조되었다. 스카이레이크는 '선라이즈 포인트'로 알려진 인텔 100 시리즈 칩셋과 함께 사용된다.
하스웰과 스카이레이크 아키텍처 사이의 주요한 변화로, 하스웰에 적용된 통합된 전압 조정기(fully integrated voltage regulator, FIVR)가 제거되었다. 별개의 플랫폼 컨트롤러 허브(Platform Controller Hub, PCH)를 사용하는 종류는 다이렉트 미디어 인터페이스(Direct Media Interface, DMI) 2.0이 DMI 3.0으로 교체, 8 GT의 속도를 낼 수 있다.
스카이레이크의 U와 Y 종류는 채널당 하나의 DIMM 슬롯을, H와 S 종류는 채널당 2개의 DIMM 슬롯을 지원한다.
스카이레이크의 출시와 판매는 DDR3 SDRAM 메모리가 점차 DDR4 메모리로 교체되는 SDRAM 시장의 이동과 함께 발생하였다. DDR4만을 사용하는 대신 스카이레이크 마이크로아키텍처는 두 형태의 메모리를 모두 사용할 수 있도록 하위 호환성을 유지하였다. 마이크로아키텍처의 두 메모리 표준 지원과 함께, DDR3이나 DDR4 메모리 칩을 수용할 수 있는 새로운 SO-DIMM인 UniDIMM이 발표되었다.
또 다른 개선점으로는 썬더볼트 3.0, SATA 익스프레스, 다이렉트 3D 12_1의 아이리스 프로 그래픽스와 특정 SKU에서 128 MB까지 가능한 L4 eDRAM 캐시가 있다.  스카이레이크 프로세서 라인은 VGA의 지원을 그만두었고, HDMI 1.4, 디스플레이포트 1.2 또는 임베디드 디스플레이포트(eDP) 인터페이스로 연결된 모니터를 5개까지 지원할 수 있다. HDMI 2.0 (4K@60 Hz) 은 인텔의 알파인 리지 썬더볼트 콘트롤러를 갖춘 마더보드에서만 지원된다. 스카이레이크의 명령 집합에는 인텔 MPX (메모리 보호 확장)과 인텔 ADX (다중 정밀도 Add-Carry 명령 확장)을 포함한다. 제온 유형은 고급 벡터 확장 3.2 (AVX-512F)를 포함한다.
스카이레이크에 기반한 휴대용 컴퓨터는 충전에 레젠스 무선 기술을, 주변기기와의 통신을 위해 다른 무선 기술을 사용할 수 있다. 모든 주요 PC 판매사는 스카이레이크 기반 휴대용 컴퓨터에 이러한 기술을 사용할 것에 동의하였고, 첫 제품이 2016년에 등장할 예정이다.
스카이레이크 S 형에 통합된 GPU는 다이렉트X 12의 12_1, 오픈 GL 4.4, 오픈 CL 2.0 표준을 지원하며, 또한 VP9, V8, HEVC와 같은 몇몇의 최신 하드웨어 비디오 인코딩/디코딩 형식을 지원한다.
이전 세대와는 다르게 스카이레이크 제온 E3는 더 이상 동일한 소켓을 지원하는 사무용 컴퓨터 칩셋에서 작동하지 않으며, 운용을 위해서는 C230 칩셋이 필요하다. 대부분의 메인보드들이 다 32비트를 지원하지 않는다.

## 제품 구성 및 사양
구성
- 프론트 엔드 향상, 비순차적 버퍼 강화, 처리 장치 향상 및 보강(3차 벡터 정수 산술 논리 장치(VALU)), 로딩/저장 대역폭 증가, 하이퍼쓰레딩 향상(회수 확장),  AES-GCM 과 AES-CBC 각각 17% 와 33% 씩 속도 향상[26]
- 14 nm 제조 공정[27]
- 사무용 컴퓨터 프로세서를 위한 LGA 1151 소켓
- 100 시리즈 칩셋 (선라이즈 포인트)[28]
- 열 설계 전력 (LGA 1151)[29]
- RAM은 특화된 UniDIMM SO-DIMM 폼 팩터를 사용하여 주력형의 LGA 1151 로 DDR3L SDRAM 과 DDR4 SDRAM 모두 최대 64 GB까지 지원.[30][31][32] 통상의 DDR3 SDRAM 메모리는 인텔이 공식적으로 인정하지 않지만 특정 마더보드 판매사에서는 지원되는 것으로 선전되기도 한다.[33][34]
- CPU 로부터 16개의 PCI 익스프레스 3.0 레인, PCH (LGA 1151) 로부터 20개의 레인을 지원.
- 썬더볼트 3 (알파인 리지)를 지원.[35]
- 일부 SKU에서는 64 ~ 128MB L4 eDRAM 캐시.
- 코어는 주력 품목에서 4개까지 기본적으로 구성.[30]
- AVX-512(고급 벡터 확장): F, CDI, VL, BW, DQ 등으로 앞으로의 일부 제온 기종을 위한 것이나 제온 E3에는 미적용.[17]
- 인텔 MPX (메모리 보호 확장)
- 인텔 SGX (소프트웨어 가드 익스텐션)
- 인텔 스피드 시프트[36]
- 스카이레이크에 통합된 Gen9 GPU는 레벨 12_1의 다이렉트3D 12를 지원한다.[37][38][39]
- 고정 기능인 HEVC 메인/8비트 인코딩/디코딩 가속. 하이브리드/불완전 HEVC 메인10/10비트 디코딩 가속. 해상도 16,000×16,000 픽셀까지 JPEG 인코딩 가속. 불완전 VP9 인코딩/디코딩 가속.[40]

유형별 사양
스카이레이크 프로세서는 Y, U, H, S의 4개의 유형으로 생산된다. 각 종류별로 복수의 사양이 있을 수 있다.
- 스카이레이크-U, H, S 에서는 L4 캐시가 통합된다.
- S 기종은 데스크탑 스카이레이크를 위한 것으로, cTDP(설정 가능한 열 설계 전력) 기능이 적용, 특정 스카이레이크 칩에서 35 W 와 95 W 모드 사이에서 전환 운용할 수 있게 된다.
- L4 캐시가 없는 고성능 95 W TDP 스카이레이크-S 칩이 출시될 예정이다.
- Y, U, H 칩들은 낮은 전력 소모가 필요한 모바일이나 임베디드 시스템을 위한 것이다.
- Y 기종은 저전력 DDR3 SDRAM 만을 지원하며, DDR4 SDRAM 은 H, U, S 기종에서 지원된다.
- Y 기종은 브로드웰의 대응되는 것들과 비교하여 더 작은 패키지로 출시된다.

## 스카이레이크 프로세서 목록

### 데스크탑 프로세서
인텔은 2015년 8월 5일 게임스컴에서 2개의 데스크탑 프로세서를 출시하였다.
발표된 데스크탑 프로세서들의 목록은 다음과 같다.
| 목표 세그먼트 | 코어 (쓰레드) | 프로세서 브랜드와 모델 | 프로세서 브랜드와 모델 | CPU 클럭 속도 | CPU 터보 속도 | CPU 터보 속도 | CPU 터보 속도 | GPU 모델 | 그래픽 클럭 속도 | 그래픽 클럭 속도 | L3 캐시 | L4 캐시 | PCIe 최대 레인 수 | TDP  | 출시일           | 출시 가격 (미화) | 마더보드 | 마더보드         | 마더보드                                                                                    |
| 목표 세그먼트 | 코어 (쓰레드) | 프로세서 브랜드와 모델 | 프로세서 브랜드와 모델 | CPU 클럭 속도 | 싱글 코어     | 듀얼 코어     | 쿼드 코어     | GPU 모델 | 표준             | 터보             | L3 캐시 | L4 캐시 | PCIe 최대 레인 수 | TDP  | 출시일           | 출시 가격 (미화) | 소켓     | 인터페이스       | 메모리 (비 ECC 메모리)                                                                      |
| ------------- | ------------- | ---------------------- | ---------------------- | ------------- | ------------- | ------------- | ------------- | -------- | ---------------- | ---------------- | ------- | ------- | ----------------- | ---- | ---------------- | ---------------- | -------- | ---------------- | ------------------------------------------------------------------------------------------- |
| 성능          | 4 (8)         | 코어 i7                | 6700K                  | 4.0 GHz       | 4.2 GHz       | 4.0 GHz       | 4.0 GHz       | HD 530   | 350 MHz          | 1150 MHz         | 8 MB    | 빈칸    | 16                | 91 W | 2015년 8월 5일   | $339             | LGA 1151 | DMI 3.0 PCIe 3.0 | 듀얼 채널 DDR3L-1600 또는 DDR4-2133 DDR3 은 일부 마더보드 판매사에서 비공식적으로 지원된다. |
| 성능          | 4 (8)         | 코어 i7                | 6700                   | 3.4 GHz       | 4.0 GHz       | 3.9 GHz       | 3.7 GHz       | HD 530   | 350 MHz          | 1150 MHz         | 8 MB    | 빈칸    | 16                | 65 W | 2015년 9월 1일   | $303             | LGA 1151 | DMI 3.0 PCIe 3.0 | 듀얼 채널 DDR3L-1600 또는 DDR4-2133 DDR3 은 일부 마더보드 판매사에서 비공식적으로 지원된다. |
| 성능          | 4 (8)         | 코어 i7                | 6700T                  | 2.8 GHz       | 3.6 GHz       | 3.5 GHz       | 3.4 GHz       | HD 530   | 350 MHz          | 1150 MHz         | 8 MB    | 빈칸    | 16                | 35 W | 2015년 9월 1일   | $303             | LGA 1151 | DMI 3.0 PCIe 3.0 | 듀얼 채널 DDR3L-1600 또는 DDR4-2133 DDR3 은 일부 마더보드 판매사에서 비공식적으로 지원된다. |
| 주력          | 4 (4)         | 코어 i5                | 6600K                  | 3.5 GHz       | 3.9 GHz       | 3.8 GHz       | 3.6 GHz       | HD 530   | 350 MHz          | 1150 MHz         | 6 MB    | 빈칸    | 16                | 91 W | 2015년 8월 5일   | $242             | LGA 1151 | DMI 3.0 PCIe 3.0 | 듀얼 채널 DDR3L-1600 또는 DDR4-2133 DDR3 은 일부 마더보드 판매사에서 비공식적으로 지원된다. |
| 주력          | 4 (4)         | 코어 i5                | 6600                   | 3.3 GHz       | 3.9 GHz       | 3.8 GHz       | 3.6 GHz       | HD 530   | 350 MHz          | 1150 MHz         | 6 MB    | 빈칸    | 16                | 65 W | 2015년 9월 1일   | $213             | LGA 1151 | DMI 3.0 PCIe 3.0 | 듀얼 채널 DDR3L-1600 또는 DDR4-2133 DDR3 은 일부 마더보드 판매사에서 비공식적으로 지원된다. |
| 주력          | 4 (4)         | 코어 i5                | 6500                   | 3.2 GHz       | 3.6 GHz       | 3.5 GHz       | 3.3 GHz       | HD 530   | 350 MHz          | 1050 MHz         | 6 MB    | 빈칸    | 16                | 65 W | 2015년 9월 1일   | $192             | LGA 1151 | DMI 3.0 PCIe 3.0 | 듀얼 채널 DDR3L-1600 또는 DDR4-2133 DDR3 은 일부 마더보드 판매사에서 비공식적으로 지원된다. |
| 주력          | 4 (4)         | 코어 i5                | 6402P                  | 2.8 GHz       | 3.4 GHz       | 3.4 GHz       | 3.2 GHz       | HD 510   | 350 MHz          | 950 MHz          | 6 MB    | 빈칸    | 16                | 65 W | 2015년 12월 27일 | $182             | LGA 1151 | DMI 3.0 PCIe 3.0 | 듀얼 채널 DDR3L-1600 또는 DDR4-2133 DDR3 은 일부 마더보드 판매사에서 비공식적으로 지원된다. |
| 주력          | 4 (4)         | 코어 i5                | 6400                   | 2.7 GHz       | 3.3 GHz       | 3.3 GHz       | 3.1 GHz       | HD 530   | 350 MHz          | 950 MHz          | 6 MB    | 빈칸    | 16                | 65 W | 2015년 8월 5일   | $182             | LGA 1151 | DMI 3.0 PCIe 3.0 | 듀얼 채널 DDR3L-1600 또는 DDR4-2133 DDR3 은 일부 마더보드 판매사에서 비공식적으로 지원된다. |
| 주력          | 2 (4)         | 코어 i3                | 6320                   | 3.9 GHz       | 빈칸          | 빈칸          | 빈칸          | HD 530   | 350 MHz          | 1150 MHz         | 4 MB    | 빈칸    | 16                | 51 W | 미정             | $149             | LGA 1151 | DMI 3.0 PCIe 3.0 | 듀얼 채널 DDR3L-1600 또는 DDR4-2133 DDR3 은 일부 마더보드 판매사에서 비공식적으로 지원된다. |
| 주력          | 2 (4)         | 코어 i3                | 6300                   | 3.8 GHz       | 빈칸          | 빈칸          | 빈칸          | HD 530   | 350 MHz          | 1150 MHz         | 4 MB    | 빈칸    | 16                | 51 W | 미정             | $138             | LGA 1151 | DMI 3.0 PCIe 3.0 | 듀얼 채널 DDR3L-1600 또는 DDR4-2133 DDR3 은 일부 마더보드 판매사에서 비공식적으로 지원된다. |
| 주력          | 2 (4)         | 코어 i3                | 6100                   | 3.7 GHz       | 빈칸          | 빈칸          | 빈칸          | HD 530   | 350 MHz          | 1050 MHz         | 3 MB    | 빈칸    | 16                | 51 W | 2015년 10월      | $117             | LGA 1151 | DMI 3.0 PCIe 3.0 | 듀얼 채널 DDR3L-1600 또는 DDR4-2133 DDR3 은 일부 마더보드 판매사에서 비공식적으로 지원된다. |
| 주력          | 2 (4)         | 코어 i3                | 6300T                  | 3.3 GHz       | 빈칸          | 빈칸          | 빈칸          | HD 530   | 350 MHz          | 950 MHz          | 4 MB    | 빈칸    | 16                | 35 W | 2015년 10월      | $138             | LGA 1151 | DMI 3.0 PCIe 3.0 | 듀얼 채널 DDR3L-1600 또는 DDR4-2133 DDR3 은 일부 마더보드 판매사에서 비공식적으로 지원된다. |
| 주력          | 2 (4)         | 코어 i3                | 6100T                  | 3.2 GHz       | 빈칸          | 빈칸          | 빈칸          | HD 530   | 350 MHz          | 950 MHz          | 3 MB    | 빈칸    | 16                | 35 W | 2015년 10월      | $117             | LGA 1151 | DMI 3.0 PCIe 3.0 | 듀얼 채널 DDR3L-1600 또는 DDR4-2133 DDR3 은 일부 마더보드 판매사에서 비공식적으로 지원된다. |
| 주력          | 2 (4)         | 코어 i3                | 6098P                  | 3.6 GHz       | 빈칸          | 빈칸          | 빈칸          | HD 510   | 350 MHz          | 1050 MHz         | 3 MB    | 빈칸    | 16                | 54 W | 2015년 12월 27일 | $117             | LGA 1151 | DMI 3.0 PCIe 3.0 | 듀얼 채널 DDR3L-1600 또는 DDR4-2133 DDR3 은 일부 마더보드 판매사에서 비공식적으로 지원된다. |
| 주력          | 2 (2)         | 펜티엄                 | G4520                  | 3.6 GHz       | 빈칸          | 빈칸          | 빈칸          | HD 530   | 350 MHz          | 1050 MHz         | 3 MB    | 빈칸    | 16                | 51 W | 2015년 10월      | $86              | LGA 1151 | DMI 3.0 PCIe 3.0 | 듀얼 채널 DDR3L-1600 또는 DDR4-2133 DDR3 은 일부 마더보드 판매사에서 비공식적으로 지원된다. |
| 주력          | 2 (2)         | 펜티엄                 | G4500                  | 3.5 GHz       | 빈칸          | 빈칸          | 빈칸          | HD 530   | 350 MHz          | 1050 MHz         | 3 MB    | 빈칸    | 16                | 51 W | 2015년 10월      | $75              | LGA 1151 | DMI 3.0 PCIe 3.0 | 듀얼 채널 DDR3L-1600 또는 DDR4-2133 DDR3 은 일부 마더보드 판매사에서 비공식적으로 지원된다. |
| 주력          | 2 (2)         | 펜티엄                 | G4500T                 | 3.0 GHz       | 빈칸          | 빈칸          | 빈칸          | HD 530   | 350 MHz          | 950 MHz          | 3 MB    | 빈칸    | 16                | 35 W | 2015년 3/4분기   | $75              | LGA 1151 | DMI 3.0 PCIe 3.0 | 듀얼 채널 DDR3L-1600 또는 DDR4-2133 DDR3 은 일부 마더보드 판매사에서 비공식적으로 지원된다. |
| 주력          | 2 (2)         | 펜티엄                 | G4400                  | 3.3 GHz       | 빈칸          | 빈칸          | 빈칸          | HD 510   | 350 MHz          | 1000 MHz         | 3 MB    | 빈칸    | 16                | 54 W | 2015년 10월      | $64              | LGA 1151 | DMI 3.0 PCIe 3.0 | 듀얼 채널 DDR3L-1600 또는 DDR4-2133 DDR3 은 일부 마더보드 판매사에서 비공식적으로 지원된다. |
| 주력          | 2 (2)         | 펜티엄                 | G4400T                 | 2.9 GHz       | 빈칸          | 빈칸          | 빈칸          | HD 510   | 350 MHz          | 950 MHz          | 3 MB    | 빈칸    | 16                | 35 W | 2015년 3/4분기   | $64              | LGA 1151 | DMI 3.0 PCIe 3.0 | 듀얼 채널 DDR3L-1600 또는 DDR4-2133 DDR3 은 일부 마더보드 판매사에서 비공식적으로 지원된다. |
| 주력          | 2 (2)         | 펜티엄                 | G4400TE                | 2.4 GHz       | 빈칸          | 빈칸          | 빈칸          | HD 510   | 350 MHz          | 950 MHz          | 3 MB    | 빈칸    | 16                | 35 W | 2015년 4/4분기   | $70              | LGA 1151 | DMI 3.0 PCIe 3.0 | 듀얼 채널 DDR3L-1600 또는 DDR4-2133 DDR3 은 일부 마더보드 판매사에서 비공식적으로 지원된다. |
| 주력          | 2 (2)         | 셀러론                 | G3920                  | 2.9 GHz       | 빈칸          | 빈칸          | 빈칸          | HD 510   | 350 MHz          | 950 MHz          | 2 MB    | 빈칸    | 16                | 51 W | 2015년 4/4분기   | $52              | LGA 1151 | DMI 3.0 PCIe 3.0 | 듀얼 채널 DDR3L-1600 또는 DDR4-2133 DDR3 은 일부 마더보드 판매사에서 비공식적으로 지원된다. |
| 주력          | 2 (2)         | 셀러론                 | G3900                  | 2.8 GHz       | 빈칸          | 빈칸          | 빈칸          | HD 510   | 350 MHz          | 950 MHz          | 2 MB    | 빈칸    | 16                | 51 W | 2015년 4/4분기   | $42              | LGA 1151 | DMI 3.0 PCIe 3.0 | 듀얼 채널 DDR3L-1600 또는 DDR4-2133 DDR3 은 일부 마더보드 판매사에서 비공식적으로 지원된다. |
| 주력          | 2 (2)         | 셀러론                 | G3900TE                | 2.3 GHz       | 빈칸          | 빈칸          | 빈칸          | HD 510   | 350 MHz          | 950 MHz          | 2 MB    | 빈칸    | 16                | 35 W | 2015년 4/4분기   | $42              | LGA 1151 | DMI 3.0 PCIe 3.0 | 듀얼 채널 DDR3L-1600 또는 DDR4-2133 DDR3 은 일부 마더보드 판매사에서 비공식적으로 지원된다. |
| 주력          | 2 (2)         | 셀러론                 | G3900T                 | 2.6 GHz       | 빈칸          | 빈칸          | 빈칸          | HD 510   | 350 MHz          | 950 MHz          | 2 MB    | 빈칸    | 16                | 35 W | 2015년 4/4분기   | $42              | 빈칸     | DMI 3.0 PCIe 3.0 | 듀얼 채널 DDR3L-1600 또는 DDR4-2133 DDR3 은 일부 마더보드 판매사에서 비공식적으로 지원된다. |

### 모바일 프로세서
| 목표 세그먼트 | 코어 (쓰레드) | 프로세서 브랜드와 모델 | 프로세서 브랜드와 모델 | CPU 클럭 속도 | CPU 터보 속도 | CPU 터보 속도 | CPU 터보 속도 | GPU 모델          | GPU 클럭 속도 | GPU 클럭 속도 | L3 캐시 | L4 캐시 | PCIe 최대 레인 수 | TDP   | cTDP | cTDP  | 출시일         | 가격 (미화) |
| 목표 세그먼트 | 코어 (쓰레드) | 프로세서 브랜드와 모델 | 프로세서 브랜드와 모델 | CPU 클럭 속도 | 싱글 코어     | 듀얼 코어     | 쿼드 코어     | GPU 모델          | 기본          | 최대          | L3 캐시 | L4 캐시 | PCIe 최대 레인 수 | TDP   | 업   | 다운  | 출시일         | 가격 (미화) |
| ------------- | ------------- | ---------------------- | ---------------------- | ------------- | ------------- | ------------- | ------------- | ----------------- | ------------- | ------------- | ------- | ------- | ----------------- | ----- | ---- | ----- | -------------- | ----------- |
| 성능          | 4 (8)         | 코어 i7                | 6970HQ                 | 2.8 GHz       | 3.7 GHz       | 빈칸          | 빈칸          | 아이리스 프로 580 | 350 MHz       | 1050 MHz      | 8 MB    | 128 MB  | 16                | 45 W  | 빈칸 | 35 W  | 2016년 1/4분기 | 미정        |
| 성능          | 4 (8)         | 코어 i7                | 6920HQ                 | 2.9 GHz       | 3.8 GHz       | 3.6 GHz       | 3.4 GHz       | HD 530            | 350 MHz       | 1050 MHz      | 8 MB    | 빈칸    | 16                | 45 W  | 빈칸 | 35 W  | 2015년 9월 1일 | $568        |
| 성능          | 4 (8)         | 코어 i7                | 6870HQ                 | 2.7 GHz       | 3.6 GHz       | 빈칸          | 빈칸          | 아이리스 프로 580 | 350 MHz       | 1000 MHz      | 8 MB    | 128 MB  | 16                | 45 W  | 빈칸 | 35 W  | 2016년 1/4분기 | 미정        |
| 성능          | 4 (8)         | 코어 i7                | 6820HQ                 | 2.7 GHz       | 3.6 GHz       | 3.4 GHz       | 3.2 GHz       | HD 530            | 350 MHz       | 1050 MHz      | 8 MB    | 빈칸    | 16                | 45 W  | 빈칸 | 35 W  | 2015년 9월 1일 | $378        |
| 성능          | 4 (8)         | 코어 i7                | 6820HK                 | 2.7 GHz       | 3.6 GHz       | 3.4 GHz       | 3.2 GHz       | HD 530            | 350 MHz       | 1050 MHz      | 8 MB    | 빈칸    | 16                | 45 W  | 빈칸 | 35 W  | 2015년 9월 1일 | $378        |
| 성능          | 4 (8)         | 코어 i7                | 6770HQ                 | 2.6 GHz       | 3.5 GHz       | 빈칸          | 빈칸          | 아이리스 프로 580 | 350 MHz       | 950 MHz       | 6 MB    | 128 MB  | 16                | 45 W  | 빈칸 | 35 W  | 2016년 1/4분기 | 미정        |
| 성능          | 4 (8)         | 코어 i7                | 6700HQ                 | 2.6 GHz       | 3.5 GHz       | 3.3 GHz       | 3.1 GHz       | HD 530            | 350 MHz       | 1050 MHz      | 6 MB    | 빈칸    | 16                | 45 W  | 빈칸 | 35 W  | 2015년 9월 1일 | $378        |
| 주력          | 2 (4)         | 코어 i7                | 6650U                  | 2.2 GHz       | 3.4 GHz       | 3.2 GHz       | 빈칸          | 아이리스 540      | 300 MHz       | 1050 MHz      | 4 MB    | 64 MB   | 12                | 15 W  | 빈칸 | 9.5 W | 미정           | $415        |
| 주력          | 2 (4)         | 코어 i7                | 6600U                  | 2.6 GHz       | 3.4 GHz       | 3.2 GHz       | 빈칸          | HD 520            | 300 MHz       | 1050 MHz      | 4 MB    | 빈칸    | 12                | 15 W  | 빈칸 | 7.5 W | 2015년 9월 1일 | $393        |
| 주력          | 2 (4)         | 코어 i7                | 6567U                  | 3.3 GHz       | 3.6 GHz       | 3.4 GHz       | 빈칸          | 아이리스 550      | 300 MHz       | 1100 MHz      | 4 MB    | 64 MB   | 12                | 28 W  | 빈칸 | 23 W  | 미정           | 미정        |
| 주력          | 2 (4)         | 코어 i7                | 6560U                  | 2.2 GHz       | 3.2 GHz       | 3.1 GHz       | 빈칸          | 아이리스 540      | 300 MHz       | 1050 MHz      | 4 MB    | 64 MB   | 12                | 15 W  | 빈칸 | 9.5 W | 미정           | 미정        |
| 주력          | 2 (4)         | 코어 i7                | 6500U                  | 2.5 GHz       | 3.1 GHz       | 3.0 GHz       | 빈칸          | HD 520            | 300 MHz       | 1050 MHz      | 4 MB    | 빈칸    | 12                | 15 W  | 빈칸 | 7.5W  | 2015년 9월 1일 | $393        |
| 주력          | 4 (4)         | 코어 i5                | 6440HQ                 | 2.6 GHz       | 3.5 GHz       | 3.3 GHz       | 3.1 GHz       | HD 530            | 350 MHz       | 950 MHz       | 6 MB    | 빈칸    | 16                | 45 W  | 빈칸 | 35 W  | 2015년 9월 1일 | $250        |
| 주력          | 2 (4)         | 코어 i5                | 6360U                  | 2.0 GHz       | 3.1 GHz       | 2.9 GHz       | 빈칸          | 아이리스 540      | 300 MHz       | 1000 MHz      | 4 MB    | 64 MB   | 12                | 15 W  | 빈칸 | 9.5 W | 미정           | $304        |
| 주력          | 4 (4)         | 코어 i5                | 6350HQ                 | 2.3 GHz       | 3.2 GHz       | 빈칸          | 빈칸          | 아이리스 프로 580 | 350 MHz       | 900 MHz       | 6 MB    | 128 MB  | 16                | 45 W  | 빈칸 | 35 W  | 2016년 1/4분기 | 미정        |
| 주력          | 4 (4)         | 코어 i5                | 6300HQ                 | 2.3 GHz       | 3.2 GHz       | 3.0 GHz       | 2.8 GHz       | HD 530            | 350 MHz       | 950 MHz       | 6 MB    | 빈칸    | 16                | 45 W  | 빈칸 | 35 W  | 2015년 9월 1일 | $250        |
| 주력          | 2 (4)         | 코어 i5                | 6300U                  | 2.4 GHz       | 3.0 GHz       | 2.9 GHz       | 빈칸          | HD 520            | 300 MHz       | 1000 MHz      | 3 MB    | 빈칸    | 12                | 15 W  | 빈칸 | 7.5 W | 2015년 9월 1일 | $281        |
| 주력          | 2 (4)         | 코어 i5                | 6287U                  | 3.1 GHz       | 3.5 GHz       | 3.3 GHz       | 빈칸          | 아이리스 550      | 300 MHz       | 1100 MHz      | 4 MB    | 64 MB   | 12                | 28 W  | 빈칸 | 23 W  | 미정           | 미정        |
| 주력          | 2 (4)         | 코어 i5                | 6267U                  | 2.9 GHz       | 3.3 GHz       | 3.1 GHz       | 빈칸          | 아이리스 550      | 300 MHz       | 1050 MHz      | 4 MB    | 64 MB   | 12                | 28 W  | 빈칸 | 23 W  | 미정           | 미정        |
| 주력          | 2 (4)         | 코어 i5                | 6260U                  | 1.8 GHz       | 2.9 GHz       | 2.7 GHz       | 빈칸          | 아이리스 540      | 300 MHz       | 950 MHz       | 4 MB    | 64 MB   | 12                | 15 W  | 빈칸 | 9.5 W | 미정           | $304        |
| 주력          | 2 (4)         | 코어 i5                | 6200U                  | 2.3 GHz       | 2.8 GHz       | 2.7 GHz       | 빈칸          | HD 520            | 300 MHz       | 1000 MHz      | 3 MB    | 빈칸    | 12                | 15 W  | 빈칸 | 7.5 W | 2015년 9월 1일 | $281        |
| 주력          | 2 (4)         | 코어 i3                | 6167U                  | 2.7 GHz       | 2.7 GHz       | 2.7 GHz       | 빈칸          | 아이리스 550      | 300 MHz       | 1000 MHz      | 3 MB    | 64 MB   | 12                | 28 W  | 빈칸 | 23 W  | 미정           | 미정        |
| 주력          | 2 (4)         | 코어 i3                | 6100H                  | 2.7 GHz       | 2.7 GHz       | 2.7 GHz       | 빈칸          | HD 530            | 350 MHz       | 900 MHz       | 3 MB    | 빈칸    | 12                | 35 W  | 빈칸 | 빈칸  | 2015년 9월 1일 | $225        |
| 주력          | 2 (4)         | 코어 i3                | 6100U                  | 2.3 GHz       | 2.3 GHz       | 2.3 GHz       | 빈칸          | HD 520            | 300 MHz       | 1000 MHz      | 3 MB    | 빈칸    | 12                | 15 W  | 빈칸 | 7.5 W | 2015년 9월 1일 | $281        |
| 주력          | 2 (4)         | Core m7                | 6Y75                   | 1.2 GHz       | 3.1 GHz       | 2.9 GHz       | 빈칸          | HD 515            | 300 MHz       | 1000 MHz      | 4 MB    | 빈칸    | 10                | 4.5 W | 7 W  | 3.5 W | 2015년 9월 1일 | $393        |
| 주력          | 2 (4)         | 코어 m5                | 6Y57                   | 1.1 GHz       | 2.8 GHz       | 2.4 GHz       | 빈칸          | HD 515            | 300 MHz       | 900 MHz       | 4 MB    | 빈칸    | 10                | 4.5 W | 7 W  | 3.5 W | 2015년 9월 1일 | $281        |
| 주력          | 2 (4)         | 코어 m5                | 6Y54                   | 1.1 GHz       | 2.7 GHz       | 2.4 GHz       | 빈칸          | HD 515            | 300 MHz       | 900 MHz       | 4 MB    | 빈칸    | 10                | 4.5 W | 7 W  | 3.5 W | 2015년 9월 1일 | $281        |
| 주력          | 2 (4)         | Core m3                | 6Y30                   | 0.9 GHz       | 2.2 GHz       | 2.0 GHz       | 빈칸          | HD 515            | 300 MHz       | 850 MHz       | 4 MB    | 빈칸    | 10                | 4.5 W | 7 W  | 3.8 W | 2015년 9월 1일 | $281        |
| 주력          | 2 (4)         | 펜티엄                 | 4405U                  | 2.1 GHz       | 2.1 GHz       | 2.1 GHz       | 빈칸          | HD 510            | 300 MHz       | 950 MHz       | 2 MB    | 빈칸    | 10                | 15 W  | 빈칸 | 10 W  | 미정           | $161        |
| 주력          | 2 (4)         | 펜티엄                 | 4405Y                  | 1.5 GHz       | 1.5 GHz       | 1.5 GHz       | 빈칸          | HD 515            | 300 MHz       | 800 MHz       | 2 MB    | 빈칸    | 10                | 6 W   | 빈칸 | 4.5 W | 미정           | $161        |
| 주력          | 2 (2)         | 셀러론                 | G3902E                 | 1.6 GHz       | 빈칸          | 빈칸          | 빈칸          | HD 510            | 350 MHz       | 950 MHz       | 2 MB    | 빈칸    | 16                | 25 W  | 빈칸 | 빈칸  | 2016년 1/4분기 | $107        |
| 주력          | 2 (2)         | 셀러론                 | G3900E                 | 2.4 GHz       | 빈칸          | 빈칸          | 빈칸          | HD 510            | 350 MHz       | 950 MHz       | 2 MB    | 빈칸    | 16                | 35 W  | 빈칸 | 빈칸  | 2016년 1/4분기 | $107        |
| 주력          | 2 (2)         | 셀러론                 | G3955U                 | 2.0 GHz       | 빈칸          | 빈칸          | 빈칸          | HD 510            | 300 MHz       | 900 MHz       | 2 MB    | 빈칸    | 10                | 15 W  | 빈칸 | 10 W  | 2015년 4/4분기 | $107        |
| 주력          | 2 (2)         | 셀러론                 | G3855U                 | 1.6 GHz       | 빈칸          | 빈칸          | 빈칸          | HD 510            | 300 MHz       | 900 MHz       | 2 MB    | 빈칸    | 10                | 15 W  | 빈칸 | 10 W  | 2015년 4/4분기 | $107        |

### 서버 프로세서
E3 시리즈 서버 칩들은 모두 시스템 버스 9GT/s, 최대 메모리 대역폭 34.1GB/s의 듀얼 채널 메모리로 되어 있다. 이전 모델과는 달리 스카이레이크 제온 CPU를 운용하려면 C230 칩이 필요하다.
| 목표 세그먼트 | 코어 (쓰레드) | 프로세서 브랜드와 모델 | 프로세서 브랜드와 모델 | GPU 모델          | CPU 클럭 속도 | CPU 클럭 속도 | 그래픽 클럭 속도 | 그래픽 클럭 속도 | L3 캐시 | L4 캐시 | TDP      | 출시일         | 출시 가격 (미화) 트레이 / 박스 | 마더보드 | 마더보드       | 마더보드                                   |
| 목표 세그먼트 | 코어 (쓰레드) | 프로세서 브랜드와 모델 | 프로세서 브랜드와 모델 | GPU 모델          | 표준          | 터보          | 표준             | 터보             | L3 캐시 | L4 캐시 | TDP      | 출시일         | 출시 가격 (미화) 트레이 / 박스 | 소켓     | 인터페이스     | 메모리                                     |
| ------------- | ------------- | ---------------------- | ---------------------- | ----------------- | ------------- | ------------- | ---------------- | ---------------- | ------- | ------- | -------- | -------------- | ------------------------------ | -------- | -------------- | ------------------------------------------ |
| 서버          | 4 (8)         | 제온 E3 v5             | 1280v5                 | 빈칸              | 3.7 GHz       | 4.0 GHz       | 빈칸             | 빈칸             | 8 MB    | 빈칸    | 80 W     | 2015년 4/4분기 | $612 / —                       | LGA 1151 | DMI 3 PCIe 3.0 | 비 ECC DDR4 2133/1866 또는 DDR3L 1333/1600 |
| 서버          | 4 (8)         | 제온 E3 v5             | 1275v5                 | HD (P530)         | 3.6 GHz       | 4.0 GHz       | 350 MHz          |                  | 8 MB    | 빈칸    | 80 W     | 2015년 4/4분기 | $339 / —                       | LGA 1151 | DMI 3 PCIe 3.0 | 비 ECC DDR4 2133/1866 또는 DDR3L 1333/1600 |
| 서버          | 4 (8)         | 제온 E3 v5             | 1270v5                 | 빈칸              | 3.6 GHz       | 4.0 GHz       | 빈칸             | 빈칸             | 8 MB    | 빈칸    | 80 W     | 2015년 4/4분기 | $328 / $339                    | LGA 1151 | DMI 3 PCIe 3.0 | 비 ECC DDR4 2133/1866 또는 DDR3L 1333/1600 |
| 서버          | 4 (8)         | 제온 E3 v5             | 1260Lv5                | 빈칸              | 2.9 GHz       | 3.9 GHz       | 빈칸             | 빈칸             | 8 MB    | 빈칸    | 45 W     | 2015년 4/4분기 | $294 / —                       | LGA 1151 | DMI 3 PCIe 3.0 | 비 ECC DDR4 2133/1866 또는 DDR3L 1333/1600 |
| 서버          | 4 (8)         | 제온 E3 v5             | 1245v5                 | HD (P530)         | 3.5 GHz       | 3.9 GHz       | 350 MHz          |                  | 8 MB    | 빈칸    | 80 W     | 2015년 4/4분기 | $284 / —                       | LGA 1151 | DMI 3 PCIe 3.0 | 비 ECC DDR4 2133/1866 또는 DDR3L 1333/1600 |
| 서버          | 4 (8)         | 제온 E3 v5             | 1240v5                 | 빈칸              | 3.5 GHz       | 3.9 GHz       | 빈칸             | 빈칸             | 8 MB    | 빈칸    | 80 W     | 2015년 4/4분기 | $272 / $282                    | LGA 1151 | DMI 3 PCIe 3.0 | 비 ECC DDR4 2133/1866 또는 DDR3L 1333/1600 |
| 서버          | 4 (8)         | 제온 E3 v5             | 1240Lv5                | 빈칸              | 2.1 GHz       | 3.2 GHz       | 빈칸             | 빈칸             | 8 MB    | 빈칸    | 25 W     | 2015년 4/4분기 | $278 / —                       | LGA 1151 | DMI 3 PCIe 3.0 | 비 ECC DDR4 2133/1866 또는 DDR3L 1333/1600 |
| 서버          | 4 (8)         | 제온 E3 v5             | 1230v5                 | 빈칸              | 3.4 GHz       | 3.8 GHz       | 빈칸             | 빈칸             | 8 MB    | 빈칸    | 80 W     | 2015년 4/4분기 | $250 / $260                    | LGA 1151 | DMI 3 PCIe 3.0 | 비 ECC DDR4 2133/1866 또는 DDR3L 1333/1600 |
| 서버          | 4 (4)         | 제온 E3 v5             | 1235Lv5                | HD (P530)         | 2 GHz         | 3 GHz         | 350 MHz          |                  | 8 MB    | 빈칸    | 25 W     | 2015년 4/4분기 | $250 / —                       | LGA 1151 | DMI 3 PCIe 3.0 | 비 ECC DDR4 2133/1866 또는 DDR3L 1333/1600 |
| 서버          | 4 (4)         | 제온 E3 v5             | 1225v5                 | HD (P530)         | 3.3 GHz       | 3.7 GHz       | 350 MHz          | 80 W             | 8 MB    | 빈칸    | $213 / — | 2015년 4/4분기 |                                | LGA 1151 | DMI 3 PCIe 3.0 | 비 ECC DDR4 2133/1866 또는 DDR3L 1333/1600 |
| 서버          | 4 (4)         | 제온 E3 v5             | 1220v5                 | 빈칸              | 3 GHz         | 3.5 GHz       | 빈칸             | 빈칸             | 8 MB    | 빈칸    | $193 / — | 2015년 4/4분기 |                                | LGA 1151 | DMI 3 PCIe 3.0 | 비 ECC DDR4 2133/1866 또는 DDR3L 1333/1600 |
| 모바일        | 4 (8)         | 제온 E3 v5             | 1575Mv5                | 아이리스 프로 580 | 3.0 GHz       | 3.9 GHz       | 350 MHz          | 1.1 GHz          | 8 MB    | 128 MB  | 45 W     | 2016년 1/4분기 | TBA / —                        | BGA 1440 | DMI 3 PCIe 3.0 | ECC DDR4-2133 LPDDR3-1866 DDR3L-1600       |
| 모바일        | 4 (8)         | 제온 E3 v5             | 1535Mv5                | HD (P530)         | 2.9 GHz       | 3.8 GHz       | 350 MHz          | 1.05 GHz         | 8 MB    | 빈칸    | 45 W     | 2015년 3/4분기 | $623 / —                       | BGA 1440 | DMI 3 PCIe 3.0 | ECC DDR4-2133 LPDDR3-1866 DDR3L-1600       |
| 모바일        | 4 (8)         | 제온 E3 v5             | 1505Mv5                | HD (P530)         | 2.8 GHz       | 3.7 GHz       | 350 MHz          | 1.05 GHz         | 8 MB    | 빈칸    | 45 W     | 2015년 3/4분기 | $434 / —                       | BGA 1440 | DMI 3 PCIe 3.0 | ECC DDR4-2133 LPDDR3-1866 DDR3L-1600       |
| 서버/임베디드 | 4 (8)         | 제온 E3 v5             | 1505Lv5                | HD (P530)         | 2 GHz         | 2.8 GHz       | 350 MHz          | 1 GHz            | 8 MB    | 빈칸    | 25 W     | 2015년 4/4분기 | 빈칸                           | BGA 1440 | DMI 3 PCIe 3.0 | ECC DDR4-2133 LPDDR3-1866 DDR3L-1600       |

## 기타

### 운영 체제 지원
2016년 1월, 마이크로소프트는 스카이레이크 프로세서에서의 윈도우 7과 윈도우 8.1에 대한 지원을 종료하며, 그 이후로 스카이레이크에서 운용되는 체제는 윈도우 10만 지원할 것을 발표하였다. 2017년 7월 17일 이후로 스카이레이크를 사용하는 두 운영 체제에는 '가장 중요한' 업데이트만 발표된다. 스카이레이크를 이은 카비 레이크를 포함하여 앞으로 발표되는 인텔의 모든 마이크로아키텍처들은 윈도우 10만 지원된다.

### 캐논레이크
인텔이 틱톡 전략을 따른다면 스카이레이크를 10 nm로 시링크 한 마이크로아키텍처가 2018년에 소개될 것이며, 소문에 따르면 그 아키텍처의 이름은 캐논레이크가 될 것이라고 한다.

## 같이 보기
- 인텔 CPU 마이크로아키텍처 목록